# Novi Đurovac
Novi Đurovac es un pueblo del municipio de Prokuplje, Serbia. Según el censo de 2002, el pueblo tiene una población de 13 personas.